# ماریان نوح میوز
ماریان نوح میوز (انگلیسی: Maryan Nuh Muse؛ زادهٔ ۱ ژانویهٔ ۱۹۹۷) دوندهٔ رشتهٔ دو سرعت اهل سومالی است. او در بازی‌های المپیک تابستانی ۲۰۱۶ در مسابقهٔ دو ۴۰۰ متر زنان شرکت کرد؛ زمان او در مرحلهٔ مقدماتی این مسابقه برابر با ۱:۱۰٫۱۴ بود. میوز پیش از بازی‌های المپیک، در بازی‌های المپیک تابستانی جوانان ۲۰۱۴ نیز شرکت کرده‌بود و تمرینات خود را در ورزشگاهی در موگادیشو انجام می‌داد.